# 黒山 (東京都・埼玉県)
黒山（くろやま）は奥多摩・奥武蔵山域、東京都青梅市・西多摩郡奥多摩町・埼玉県飯能市の境にある標高842.3mの山である。
山頂はミズナラやヤマザクラに囲まれていて展望はないが、ベンチが整備されている。

## 登り方
小沢峠から都県境になっている尾根を登る、高水三山方面の岩茸石山から尾根伝いに行く、棒ノ折山方面から行く方法がある。ただし、高水三山や棒ノ折山の登山の通過点として登られることが多いので、この山のみを目指して行く人は少ない。
登山道の情報は奥多摩ビジターセンターのホームページで確認ができる。狩猟期（11月15日～翌年2月15日）には目立つ色の服装で、登山道を外れないように注意する必要がある。

## 隣接する山
西へ行くと権次入峠（ゴンジリ峠）を経て棒ノ折山（969m）、南へ行くと岩茸石山（793m）、東へ行くと馬乗馬場があり、ここまで車道が通じている。